# 佐藤勢津子
佐藤 勢津子（さとう せつこ、1938年9月19日 - ）は、日本の歌手。美空ひばりの実妹。

## 人物
神奈川県出身。姉は美空ひばり、弟にかとう哲也、香山武彦、かとう哲也の長男かつ美空ひばりの養子である加藤和也の叔母。横濱の大物、佐藤軍治の息子に嫁いだ勢津子自身は芸能界と無縁の生活をしていたが、姉の死後数年を経て歌手デビューした。2025年現在において、加藤4姉弟の中で唯一の存命人物でもある。

## ディスコグラフィー

### シングル
1. 雨（1993年4月5日）
2. 風待月（1993年9月21日）
3. 砂丘の宿（1994年5月21日）
4. 道草酒場（1995年4月21日）

### アルバム
1. 姉を偲びつつ〜風待月／川の流れのように〜（1993年11月21日）
2. 今日涙して 明日また笑おうぞ（2007年4月11日）

## 著書
- 『姉・美空ひばりと私』（講談社、1992年）
- 『姉・美空ひばりの遺言』（KKベストセラーズ、2000年）